# Хайт, Дороти
Дороти Айрин Хайт (англ. Dorothy Irene Height; 24 марта 1912, Ричмонд, Виргиния, США — 20 апреля 2010, Вашингтон, США) — американский общественный деятель и активистка движения за права женщин и чернокожих граждан США. Хайт была включена в Национальный зал славы женщин и стала одной из немногих американцев, кто был награждён тремя высшими государственными наградами США — Президентской медалью Свободы, Президентской гражданской медалью и Золотой медалью Конгресса.

## Биография
Дороти Хайт родилась в 1912 году в Ричмонде. Когда ей было пять лет, она переехала с семьёй в Ранкин, штат Пенсильвания, где окончила среднюю школу в 1929 году. Уже в старших классах она начала заниматься политическим активизмом, борясь с судом Линча. Также Хайт проявляла способности к ораторскому искусству. Она победила в национальном ораторском конкурсе, благодаря чему смогла получить стипендию для поступления в колледж. Хайт была принята в Барнард-колледж в 1929 году, но по прибытии ей было отказано во въезде, потому как в колледже было заведено ограничивать число чернокожих студентов. Тогда Хайт поступила в Нью-Йоркский университет, где получила степень бакалавра в 1932 году и степень магистра в области педагогической психологии в следующем году. Она продолжала обучение в Колумбийском университете. В то же время она заняла должность социального работника. Она присоединилась и впоследствии стала лидером гарлемской организации YWCA, занимающейся борьбой за права женщин.

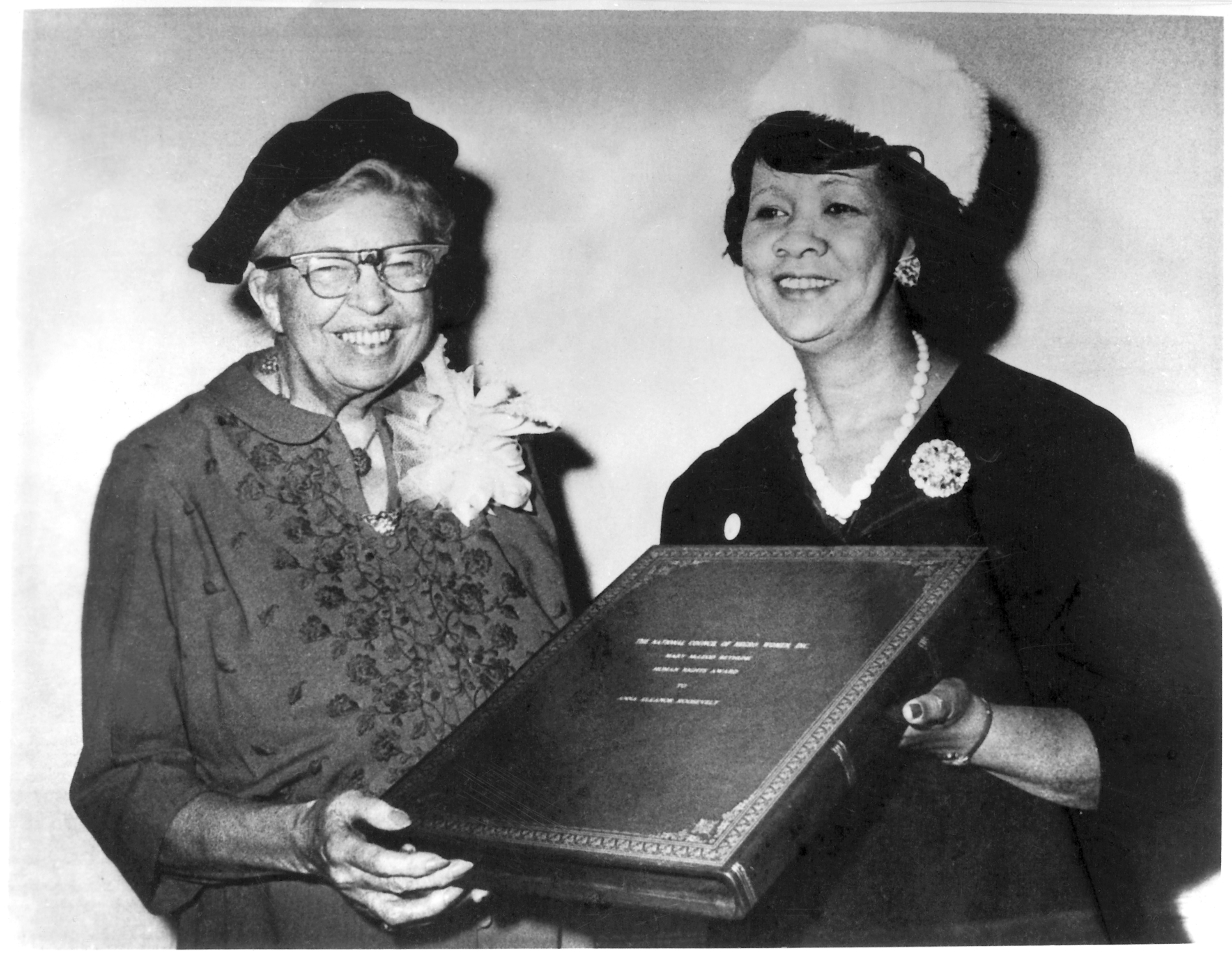
Хайт с Элеонорой Рузвельт, 1960 год

Хайт стала одной из первых активисток, кто обратил внимание на дискриминацию чернокожих женщин, тогда как ранее эти проблемы традиционно рассматривались по отдельности. Она принимала участие во многих глобальных проектах по развитию прав чернокожих. Она преподавала в Делийском университете. Хайт была сторонницей ненасильственного протеста. Хайт стала соцработником в Департаменте социального обеспечения города Нью-Йорк и борцом за гражданские права, присоединившись к Национальному совету негритянских женщин. Она боролась за равные права как для афроамериканцев, так и для женщин. Одним из направлений её работы было улучшение условий труда афроамериканок. Хайт считалась одной из самых влиятельных деятельниц в движении за гражданские права. С ней советовались такие политики, как Элеонора Рузвельт, Дуайт Дэвид Эйзенхауэр и Линдон Джонсон. Одной из её напарниц была Мэри Маклеод Бетюн. По словам Хайт, она лично знала каждого президента США после Франклина Делано Рузвельта.
В 1957 году Хайт была утверждена на должность президента Национального совет негритянских женщин, которую занимала в течение 40 лет до 1996 года. Хайт призывала молодое поколение бороться с неграмотностью, безработицей и употреблением наркотиков, помогала молодым женщинам начать свой бизнес. Она также продолжала бороться с судом Линча и выступала за реформирование судебной системы.
Хайт скончалась в 2010 году на 99-м году жизни. Ей похороны прошли в Вашингтонском кафедральном соборе.

## Награды

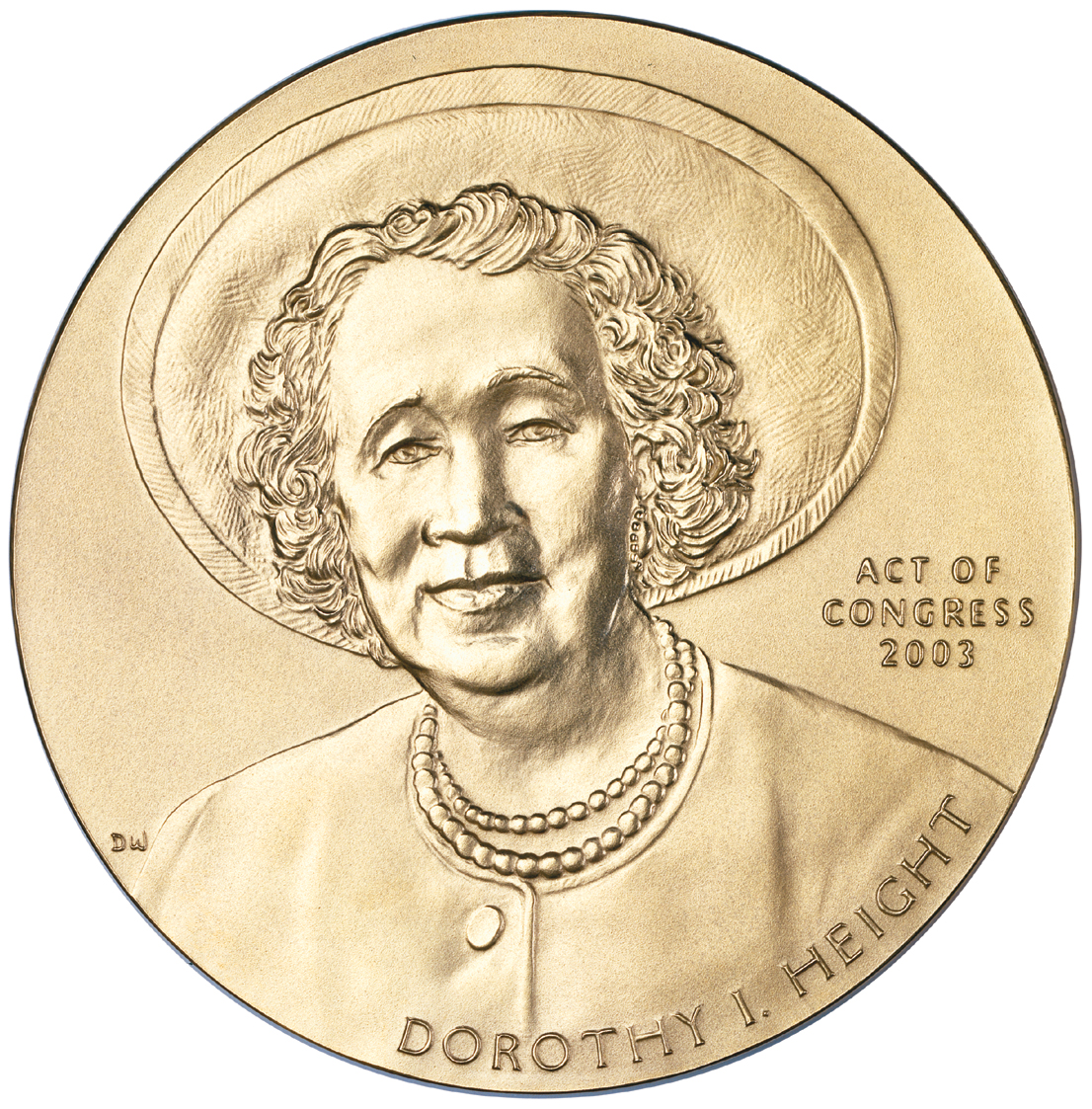
Золотая медаль Конгресса США

Хайт была удостоена ряда наград за свою деятельность, в том числе:
- Candace Award (1986)
- Президентская гражданская медаль (1989)
- Медаль Спингарна (1993)
- Franklin Delano Roosevelt Freedom From Want Award (1993)
- Включение в Национальный зал славы женщин (1993)
- Президентская медаль Свободы (1994)
- Золотая медаль Конгресса США (2004)